# Ruyschia valerioi
Ruyschia valerioi là một loài thực vật có hoa trong họ Marcgraviaceae. Loài này được Standl. miêu tả khoa học đầu tiên năm 1937.